# Najas wrightiana
Najas wrightiana là một loài thực vật có hoa trong họ Hydrocharitaceae. Loài này được A.Braun mô tả khoa học đầu tiên năm 1868.